# Анируд Равичандер
Анируд Равичандер (англ. Anirudh Ravichander, там. அனிருத் ரவிச்சந்திரன், род. 16 октября 1990, Мадрас) — индийский кинокомпозитор, певец, закадровый исполнитель и музыкальный продюсер. Бо́льшей частью пишет музыку для трёх крупнейших киноиндустрий Индии: Колливуда (фильмы на тамильском языке) и Толливуда (фильмы на языке те́лугу).

## Биография
Анируд родился в Ченнаи в семье актёра Рави Рагхавендры и танцовщицы Лакшми, также он является внучатым племянником Латы Раджникант и Раджниканта. Его дедушка по материнской линии С. В. Раманан был многогранным человеком, который преуспел в создании документальных фильмов, рекламных роликов и музыки. Его прадедушка Кришнасвами Субраманьям был одним первых кинематографистов тамильского кино в 1930-х годах. Анируд был участником школьной группы Zinx. С 10 лет он начал сочинять музыку, в 19 лет сочинил первый саундтрек к фильму «3».
Он учился в школе School Pupil Leader (HeadBoy), а поступил в колледж в Ченнаи в 2011 году, что, по его словам, было просто резервом на случай, если вдруг не повезёт с музыкальной карьерой. Он учился играть на пианино и звуковой инженерии в музыкальном колледже Тринити в Лондоне. Он изучал карнатическую музыку и был участником фьюжн группы. Он всегда обожал музыку и его страстью было её сочинять. В школьные дни Анируд участвовал в музыкальной программе на местном телевидении, где в жюри сидел А. Р. Рахман, в финале программы он получил награду «Лучший инструменталист» из рук его кумира. 
Анируд дебютировал в качестве композитора в фильме его кузины Айшварии «3», в котором участвовал её муж Дхануш. До этого во время учебы в колледже он сочинял фоновую музыку для её короткометражек. В ноябре 2011 года случайно появилась в интернете песня «Why This Kolaveri Di?», а 16 ноября её решили выпустить официально. Песня мгновенно стала популярной, а слова этой песни являются образцами смешанного языка танглиш (смесь тамильского и английского) и имеют мотивы южно-индийской традиционной музыки. Песня стала популярной на YouTube и на континенте за короткое время. Анируд сочинил песню за 10 минут. Сам саундтрек вышел в декабре 2011 года и получил положительную оценку. Помимо оригинальной версии он переделал её на телугу и хинди, одна из которых не вышла в прокат. Сам фильм имел коммерческий успех и получил множество наград, в том числе в сфере музыки.
В день влюбленных 2016 году он выпустил песню «Avalukena», под баннером Sony Music. В мае того же года он подписал контракт с компанией Sony Music India, согласно которому он будет выпускать альбомы и выступать с концертами по всему миру. В середине 2017 года он выпустил песню «Surviva» для фильма Vivegam в жанре электронной музыки, которая стала самой быстрой песней на тамильском и была прослушана 1 миллион раз, что способствовало возвращению певца Yogi B.
В 2018 году вышел фильм Agnyaathavaasi, для которого он сочинил шесть песен, ставший для него дебютом в телугу-язычном кинематографе. Его музыку высоко оценили, но сам фильм провалился в прокате. Его фоновая музыка получила похвалу за свежее звучание. В декабре того же года сразу в трех версиях вышел саундтрек к фильму Petta, в котором снялся его дядя Раджникант. Песни из него «Ilamai Thirumbudhe», «Marana Mass», «Petta Theme» стали хитами
Сейчас Анируд работает над телугу-язычным проектом Jersey, который выйдет в 2019 году.

## Дискография

### В качестве композитора
- 2011 — «3» (там.)
- 2012 — Ethir Neechal (там.)
- 2013 — «Что в имени…» / «Дэвид»[англ.] (одна песня)
- 2013 — Vanakkam Chennai (там.)
- 2013 — Irandaam Ulagam (там.)
- 2014 — «Безработный с дипломом»[англ.] (там.)
- 2014 — Maan Karate (там.)
- 2014 — «Кинжал» (там.)
- 2014 — Kakki Sattai (там.)
- 2015 — Maari (там.)
- 2015 — «Ради любимой» / «Я ещё и бандит»[англ.] (там.)
- 2015 — Vedalam (там.)
- 2015 — Thanga Magan (там.)
- 2016 — «Милашка»[англ.] (там.)
- 2016 — Rum (там.)
- 2017 — Vivegam (там.)
- 2017 — Velaikkaran (там.)
- 2018 — Agnyaathavaasi (тел.)
- 2018 — «Бриллиантовое дело»[англ.]
- 2018 — U-Turn (одна песня на двух языках)
- 2018 — CoCo (Kolamaavu Kokila) (там.)
- 2019 — Petta (там.)
- 2022 - Викрам  (там.)
- 2023 – Jawan  (хинди)

### В качестве закадрового певца
- 2012 — «3» — «Come on Girls»
- 2013 — Ethir Neechal — «Boomi Ennai», «Un Paarvayil», «Ethir Neechal» (с участием Йо Йо Хани Сингх и Хип Хоп Тамиза)
- 2013 — «Что в имени…»[англ.] — «Kanave Kanave» / «Yun Hi Re» (хинди)
- 2013 — Vanakkam Chennai — «Chennai City», «Engadi Porandha», « Ailasa Ailasa», «Osaka», «Oh Penne»
- 2013 — Irandaam Ulagam — «Penne Naa Enna Solla»
- 2013 — Backbench Student — «Sachin Tendulkar Back Bencher» (тел.)
- 2014 — «Безработный с дипломом»[англ.] — «Velaiyilla Pattathari», «Udhungada Sangu», «What a Karuvaad», «Ey Inga Paaru»
- 2014 — Maan Karate — «Maanja», «Open The Tasmac», «Un Vizhigalil»
- 2014 — Vadacurry — «Low Aana Life-u» (дуэт с Андреа Джеремия)
- 2014 — Vaalu — «Hey Vasamoakka»
- 2014 — Yennamo Yedho — «Nee Yenna Periya Appatakkaraa?»
- 2014 — «Кинжал» — «Pakkam Vanthu», «Aathi»
- 2014 — Kaaki Sattai — «Kadhal Kan Kattudhe», «I’m So Cool», «Shake That», «Trooper Theme»
- 2015 — «Вирус мести» — «Mersalaayiten» (дуэт с Нити Мохан)
- 2015 — «Влюбленная парочка»[англ.] — «Dandanakka»
- 2015 — Premam — «Rockankuthu» (малаял.)
- 2015 — Palakkattu Madhavan — «Uchi Mela»
- 2015 — Demonte Colony — «Vaada Vaa Machi»
- 2015 — Maari — «Maari Thara Local», «Don’u Don’u Don’u»
- 2015 — «Ради любимой» / «Я ещё и бандит»[англ.] — «Thangamey», «Neeyum Naanum», «Yennai Maatrum Kadhale», «Varavaa Varavaa»
- 2015 — Vedalam — «Aaluma Doluma» (с участием Бадшах), «The Theri Theme», «Veera Vinayaka» (дуэт с Вишал Дадлани)
- 2015 — «Курьеры» / «Джил, Джанг, Джак»[англ.] — «Shoot The Kuruvi»
- 2015 — Thanga Magan — «Tak Bak»
- 2016 — Pugazh — «Naanga Podiyan»
- 2016 — Jwalantham  —«Tamate Tamate» (канн.)
- 2016 — Vil Ambu — «Aale Saachuputta Kannale»
- 2016 — Saagasam — — «Oh Madhu»
- 2016 — Sethupathi — «Hey Mama»
- 2016 — Kanithan — «Yappa Chappa»
- 2016 — Zero — «Uyire Un Uyirena»
- 2016 — Mappillai Singam — «Edhuku Machan Kadhalu»
- 2016 — Thozha — «Thozhaa»
- 2016 — Manal Kayiru 2 — «Adiye Thangamatene»
- 2016 — Manithan — «Munsellada»
- 2016 — Marudhu — «Akka Petha Jakkavandi»
- 2016 — «Милашка»[англ.] (2016) — «Remo Nee Kadhalan», «Senjitaley», «Meesa Beauty», «Tamilselvi», «Veshangalil Poiyillai (Additional Song)»
- 2017 — «О любви и не только» / «Суждено быть рабом»[англ.] — «Ondroduthan Ondroga»
- 2017 — Bogan — «Damaalu Dumeelu»
- 2017 — Rum — «Holá Amigö», «Peiyophobilia», «Kadavulae Vidai (Reprise)», «Hola Senorita»
- 2017 — Shivalinga — «Rangu Rakkara»
- 2017 — «След враг»[англ.] — «Ra Ra Ra»
- 2018 — «Бриллиантовое дело»[англ.] — «Naana Thaana», «Enge Endru Povadhu», «Thaana Serntha Kootam»
- 2018 — Velaikkaran — «Karuthavanlaam Galeejaam», «Iraiva + Uyire», «Idhayane»
- 2018 — Sakka Podu Podu Raja — «Kalakku Machan»
- 2018 — Gulaebaghavali — «Guleba»
- 2018 — Kolamavu Kokila — «Kalyana Vayasu», «Orey Oru», «Thittam Poda Theriyala»
- 2018 — NOTA — «Raja Raja Kula»
- 2018 — Kanaa — «Othayadi Paathaiyila»